# 王文學 (明朝)
王文學（16世紀—16世紀），字汝科，北直隸真定府晉州饒陽縣人，明朝政治人物。

## 生平
王文學是嘉靖十九年（1540年）順天鄉試舉人，四十二年（1563年）任延津知縣，任內嚴明決斷，公平審判案件，又取消協濟銀便利人民，因父親逝世回鄉。服闋後補任金鄉，有「清苦剛方」的聲譽，官至陝西行太僕寺丞。

## 引用
1. 1 2  乾隆《饒陽縣志·卷下》：王文學，字汝科，嘉靖庚子舉人，初任河南延津縣知縣，以外艱難歸，補山東金鄉縣，陞陝西行太僕寺丞。慷慨剛直，不侮困煢、不畏彊禦，歷官三任俱有賢聲。
2. ↑  康熙《延津縣志·卷五·表揚志》：王文學 直隸饒陽縣舉人，嘉靖四十二年任，廉明□斷，不畏強禦，審編徭役一秉至公，封惕二□。舊有協濟銀久不解，公請以河夫民校等□□相淮，抑富伸貧，民賴以安詳，詳見去思碑，祀名宦。
3. ↑  乾隆《金鄉縣志·卷十五·官職》：明（知縣）……隆慶 王文學 饒陽舉人，清苦剛方，陞太僕寺丞。